# Long Train Runnin' (The Doobie Brothers)
Long Train Runnin' è un singolo del gruppo musicale statunitense The Doobie Brothers, pubblicato il 28 marzo 1973 come primo estratto dal terzo album in studio The Captain and Me.
Il brano è stato scritto da Tom Johnston.

## Descrizione
È probabilmente l'immagine del treno (legata ad una canzone) più famosa della storia del rock classico. In realtà, questa è una canzone dove al centro è posizionato (come spesso accade) l'amore assoluto e non l'addio, i pianti o i saluti classici che hanno simboleggiato i treni in partenza.
Qui il treno diventa un mezzo classico, un punto di partenza (conosciuto da chiunque) uno spunto insomma, per far riflettere tutti noi sulla caducità umana e sul senso che ogni giorno dobbiamo dare alla vita.
Il testo dice integralmente: "Dietro l'angolo, a mezzo miglio da qui, vedi quei vecchi treni passare e li vedi scomparire senza amore".
Il treno diventa quindi l'idea metaforica, inquieta che, districandosi eternamente, fra voglia di fuggire e voglia di restare, riesce alla fine a rappresentare un’esistenza con poche gioie, dove senza amore non si riesce a resistere.
Il ritornello, cantato a squarciagola, ossessivamente ripete: Without love, where would you be now without love (Dove saresti ora senza amore?).
Su questa frase, molti critici musicali si sono sempre chiesti che fine avrebbero fatto i Doobie Brothers senza la loro Long Train Runnin'. Probabilmente a suonare in qualche pub o a fare i turnisti, prima di dissolversi come neve al sole. In effetti, prima dell'uscita di The Captain and Me (1973), l'album in cui è inserito questo capolavoro musicale, The Doobie Brothers erano stati ritenuti poco incisivi ed inseriti, da critici e pubblico, nella fascia della normale mediocrità musicale su cui galleggiavano tantissimi gruppi musicali. In sostanza un gruppo con diversi spunti artistici in embrione che non erano mai sbocciati in nulla d'importante.
La storia dice che fu un'illuminazione del manager del gruppo, Ted Templeman, a cambiare la vita del gruppo d’oltre oceano. Il nome del brano, infatti, esisteva già da tempo. Il brano era stato intelaiato esclusivamente come brano strumentale, una specie di riempitivo o di presentazione che il gruppo usava come extra, durante i concerti. In realtà nulla di nuovo, in quanto tutti i gruppi dell'epoca usavano una serie di strutture armoniche semplici (sistema importato dal blues e da jazz) su cui innestare lunghissime improvvisazioni e chilometrici assoli. Templeman, che aveva già immaginato il successo, consigliò ai suoi ragazzi di ristrutturare il brano nei limiti dei canonici 5 minuti e di inserire un testo allusivo e filosofico (tipicamente dell'epoca). L'intuizione del manager e l'applicazione dei Doobie fece diventare quel treno, il più famoso della storia della musica, un vero e proprio successo multi-generazionale. Nel brano si riconosce, come un tormentone senza limiti di tempo, l’accattivante riff di chitarra, le curatissime voci, la struttura semplice ma di facile apprendimento ed un innovativo solo di armonica. Un brano insomma, che ha fatto la storia della musica, e che ogni rocker band tiene, come un asso nella manica, nel proprio repertorio “d'assalto”. In sostanza, nessuno avrebbe mai pensato che “quel treno”, che in tante canzoni del mondo ha sempre parlato di dolore, pianti e addii, avesse portato di colpo, i Doobie Brothers, come un direttissimo, verso il paradiso dell'immortalità della musica.

## Tracce
- 7"

1. Long Train Runnin'
2. Without You

## Cover
- Nel 1982 il gruppo italiano dei Traks ha pubblicato la cover del brano, inserita nell'album omonimo.
- Nel 1991 il gruppo musicale femminile britannico Bananarama ha diffuso una cover, tratta dall'album Pop Life.